# 千葉学芸高等学校
千葉学芸高等学校（ちばがくげいこうとうがっこう）は、千葉県東金市田間にある私立高等学校。

## 沿革
- 1887年2月1日 - 創立者高橋あいによって、裁縫技芸塾が設立される。
- 1903年7月7日 - 東金裁縫女学校として千葉県知事より認可。
- 1931年2月24日 - 東金女子高等職業学校と改称し、甲種実業学校として文部大臣より認可。
- 1942年4月1日 - 戦時非常措置により東金女子農業学校と校名を変更する。
- 1945年10月10日 - 校名を再び東金女子高等職業学校と変更する。
- 1946年5月10日 - 生徒数増加により校地校舎狭隘となり、山武郡横芝町（現在の横芝光町）栗山に移転し、横芝女子高等職業学校と改称する。
- 1948年4月1日 - 学制改革により高橋高等学校家庭科となる。
- 1953年3月20日 - 横芝町栗山より、東金市に復帰する。
- 1958年4月1日 - 東金女子高等学校と改称（家政科・商業科）。
- 1963年4月1日 - 普通科を設置。
- 1987年4月1日 - 商業科を経理科、家政科を服飾科と改称。
- 1992年4月1日 - 職業科を廃止して普通科に統合、学校週5日制実施[1]。
- 2000年4月1日 - 男女共学化に伴い、現校名に改称。
- 2002年 - 男子ゴルフ部が、第23回全国高等学校ゴルフ選手権大会にて優勝[2]。

## 学科・コース
全日制課程　
- 普通科
  - 進学コース
  - 公務員コース
  - 情報コース
  - 福祉コース
  - 芸能コース

## 学校の特徴
最新の設備を積極的に取り入れ、情報教育に力を入れている。

## 著名な出身者
- 有薗直輝（プロ野球選手）
- 池田勇太（プロゴルファー）
- 北川祐生（プロゴルファー）
- 菅原小春（プロダンサー・中退）
- 大西葵（プロゴルファー）
- 菊地ハルン（プロ野球選手）